# Tupolev Tu-104
Tupolev Tu-104 (Tên hiệu NATO: Camel - Lạc đà) là một máy bay chở khách tầm trung hai động cơ tuốc bin phản lực của Liên bang Xô viết. Sau chiếc de Havilland Comet của Anh và chiếc Avro Jetliner của Canada, Tu-104 là chiếc máy bay chở khách phản lực thứ ba cất cánh và là chiếc thứ hai đi vào phục vụ thường xuyên. Được biết đến ở phương Tây theo tên hiệu NATO là Camel (lạc đà), lần xuất hiện tại London năm 1956 của nó trong một chuyến viếng thăm cấp nhà nước đã làm sửng sốt các nhà quan sát phương Tây.

## Phát triển
Đầu thập niên 1950, hãng hàng không Aeroflot của Liên Xô rất cần có một loại máy bay chở khách hiện đại mới với sức chứa và tính năng thao diễn tốt hơn bất kỳ một loại máy bay nào khác họ đang sở hữu. Yêu cầu thiết kế đã được Phòng thiết kế Tupolev đáp ứng, dựa trên kiểu máy bay ném bom chiến lược Tu-16 'Badger' của họ. Cánh, động cơ, và các bề mặt đuôi chiếc Tu-16 vẫn được giữ lại trên chiếc máy bay chở khách, nhưng bản thiết kế mới có thân điều áp lớn hơn với sức chứa lên tới 50 hành khách. Chuyến bay đầu tiên của chiếc Tu-104 sản xuất hàng loạt diễn ra ngày tháng 11 năm 1955 tại nhà máy Kharkiv ở Ukraina.
Tới khi việc sản xuất hàng loạt chấm dứt năm 1960, khoảng 200 chiếc đã được chế tạo. Mãi tới năm 1981 Aeroflot mới cho những chiếc Tu-104 của họ ngừng hoạt động. CSA Czechoslovak Airlines, hãng hàng không quốc gia Czechoslovak, đã mua một số chiếc Tu-104A với sức chứa 81 hành khách.
Sau khi ngừng hoạt động dân sự, nhiều chiếc máy bay đã được chuyển giao cho quân đội Xô viết để sử dụng vận chuyển nhân sự và huấn luyện các nhà du hành vũ trụ trong điều kiện không trọng lượng.

## Biến thể
- Tu-104 - phiên bản đầu tiên, sức chứa 50 hành khách.
- Tu-104A - tiếp tục các cải tiến của động cơ Mikulin cho phép tăng sức chứa lên tới 70 người. Tu-104A đã trở thành biến thể sản xuất cuối cùng.
  - Tu-104D - Các khung Tu-104A chế tạo lại để chứa 85 hành khách
  - Tu-104V - Các khung Tu-104A chế tạo lại để chứa 100 hành khách
- Tu-104B - tiếp tục các cải tiến kéo dài thân Tu-104B trang bị các động cơ mới, động cơ tuốc bin phản lực AM-3M-500, và có thể chở 100 hành khách.
- Tu-104E - Phiên bản phá vỡ các kỷ lục hàng không.
- Tu-110 - Nguyên mẫu vận tải bốn động cơ.

## Đặc điểm kỹ thuật (Tu-104B)

Tupolev Tu-104

### Đặc điểm chung
- Phi đội: 7 người
- Sức chứa: 50-100 hành khách
- Chiều dài: 40.05 m (131 ft 5 in)
- Sải cánh: 34.54 m (113 ft 4 in)
- Chiều cao: 11.90 m (39 ft 0 in)
- Diện tích cánh: 184 m² (1.975 ft²)
- Trọng lượng rỗng: 41.600 kg (91.710 lb)
- Trọng lượng cất cánh tối đa: 76.000 kg (167.550 lb)
- Động cơ: 2 động cơ tuốc bin phản lực Mikulin AM-3M-500, 95.1 kN (21.400 lbf) mỗi chiếc

### Đặc điểm bay
- Tốc độ tối đa: 950 km/h (512 knots, 590 mph)
- Tầm hoạt động: 2.650 km (1.430 nm, 1.650 mi)
- Trần bay: 11.500 m (37.730 ft)
- Tốc độ lên: 10 m/s (2.000 ft/min)